# Benalup-Casas Viejas
Benalup-Casas Viejas o Benalup (hasta 1998 Benalup de Sidonia, e inicialmente Casas Viejas) es un municipio español de la provincia de Cádiz, en Andalucía. En la localidad tuvieron lugar los llamados sucesos de Casas Viejas, acaecidos durante la Segunda República. Cuenta con una población de 7228 habitantes (INE 2024).

## Geografía
Sus coordenadas geográficas son 36° 20′ N, 5° 48′ O. Se encuentra situada a una altitud de 112 m s. n. m. y a 62 kilómetros de la capital de provincia, Cádiz.
La localidad se asienta sobre una mesa denominada "Loma de la Grulla", situándose a sus pies el río Barbate que marca la entrada al parque natural de los Alcornocales. Muy cerca se situaba la antigua laguna de La Janda, que da nombre a la comarca. En el valle asociado al río y la antigua laguna de la Janda (hoy desecada), se localizan los embalses del Barbate y del Celemín, que permiten regar una amplia extensión de cultivos (entre los que destaca el arroz). El entorno mantiene cierta reminiscencia de la riqueza acuícola del pasado que convirtió a la comarca en sitio ideal de paso y abastecimiento en las rutas migratorias de las aves que cruzan el estrecho de Gibraltar.
Por otro lado, la localidad se ubica en la Ruta del Toro, con una fuerte tradición ganadera y agrícola. Además se encuentra en el recorrido del Corredor verde de las dos Bahías.

## Etimología
El nombre del municipio se vincula al de la torre árabe de Ben Alup, que atestigua el paso de los árabes a partir del 711. Según una leyenda local, este nombre significa "hijo de la loba". Sin embargo, desde el punto de vista lingüístico, hay que notar que la raíz *lup- o *lub- de origen preindoeuropeo, que significa fuente o agua, fue asociada por homofonía durante la época romana con el lobo, lupus en latín, como sucede por ejemplo con el topónimo Guadalupe.
Hasta la oficialización del nombre Benalup, el nombre vaciló entre Benalud y Benaluz.

## Historia

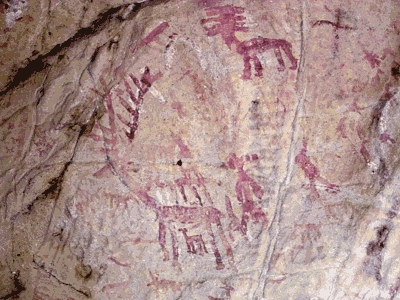
Pinturas rupestres, Tajo de las Figuras

Su municipio estuvo profusamente habitado durante la prehistoria y de ello son testimonio los megalitos y el arte rupestre que se encuentran en él, como muestra el Tajo de las Figuras.
Durante 1264 Alfonso X el Sabio conquistó Benalup. Las tierras del Castillo se vendieron en 1439 al concejo asidonense.
En el siglo XVI se construye la ermita de Casas Viejas y poco a poco se constituye a su alrededor un núcleo de población.
Benalup dependió del municipio de Medina Sidonia hasta 1991, año en que consiguió la independencia.
Hoy en día, Benalup-Casas Viejas vive de la agricultura y el turismo. También un porcentaje bastante significativo de la población se dedica a la construcción, desplazándose a diario a la costa para trabajar allí.

### Los sucesos de Casas Viejas
Durante la Segunda República, el pueblo fue epicentro de unos sucesos trágicos que sacudieron al país. Como consecuencia de la insurrección anarquista promovida por la CNT en 1933, el 11 de enero, un grupo local de anarquistas de la CNT decidió sublevarse y proclamar el comunismo libertario, destituyendo al alcalde e intentando tomar el cuartel de la Guardia Civil donde se encontraban un sargento y tres guardias. Hieren de muerte al sargento y a uno de los guardias, pero no consiguen sus propósitos.
Las autoridades republicanas enviaron fuerzas de la Guardia Civil y de la Guardia de Asalto que liberaron el cuartel y tomaron el control del pueblo. Algunos vecinos detenidos acusaron a un conocido anarquista local, Seisdedos, que se había refugiado en su choza. Al intentar forzar la vivienda, las fuerzas del orden público recibieron disparos desde dentro, cayendo un guardia de asalto en el intercambio de disparos. Una nueva unidad de fuerzas públicas llegaron al pueblo con la orden de responder sin miramientos a cualquier resistencia armada. Entonces, las unidades dispararon contra la choza y después la incendiaron. Dos de sus ocupantes, un hombre y una mujer, fueron acribillados cuando salieron huyendo del fuego. Seis personas quedaron calcinadas dentro de la choza (probablemente ya habían muerto acribilladas cuando se inició el incendio), entre ellas “Seisdedos”, sus dos hijos, su yerno y su nuera. La única superviviente fue la nieta de “Seisdedos”.
Las fuerzas de orden público, lideradas por el capitán Rojas de la Guardia de Asalto, decidieron efectuar una represión extrajudicial, deteniendo a todos los sospechosos de militancia anarquista y siendo, posteriormente, ejecutados en la choza calcinada. Fueron asesinados doce detenidos más un anciano que fue acribillado en su casa. En total, fallecieron tres guardias y diecinueve hombres, dos mujeres y un niño del pueblo.
Conocidos los hechos, se produjo un gran escándalo periodístico y parlamentario que conmocionó a la sociedad española. Los sucesos de Casas Viejas se convirtieron en un grave problema político para el gobierno republicano-socialista de Manuel Azaña, que tuvo que aguantar el acoso parlamentario tanto desde la izquierda como desde la derecha, y debilitaron su posición al frente del Gobierno.
La comisión parlamentaria que investigó los hechos exoneró al Gobierno, pese a las acusaciones vertidas por el capitán Rojas sobre la responsabilidad del presidente en la resolución violenta de los hechos. Los demás implicados corrieron diferente suerte, así, el director general de Seguridad, comandante Arturo Menéndez, como responsable del orden público fue destituido; el capitán Rojas fue juzgado en 1934 y sentenciado a 21 años de prisión por 14 homicidios; 26 campesinos fueron juzgados por posesión de armas y ejecución de acciones contra las fuerzas armadas. Diez fueron absueltos y el resto condenados a diversas penas de cárcel.

## Demografía
Benalup-Casas Viejas cuenta con una población de 7228 habitantes (INE 2024).
| Gráfica de evolución demográfica de Benalup-Casas Viejas entre 2001 y 2021 |
| |
| Población de derecho según los censos de población del INE Población de hecho según los censos de población del INEEn este censo se denominaba Benalup-Casas Viejas: 2001. Entre el censo de 2001 y el anterior, aparece este municipio porque se segrega del municipio Medina Sidonia por Dto. 63/1991 de 20 de marzo. |

## Economía

### Evolución de la deuda viva municipal
| Gráfica de evolución de Deuda viva del Ayuntamiento de Benalup-Casas Viejas entre 2008 y 2019                                |
| |
| Deuda viva del Ayuntamiento de Benalup-Casas Viejas en miles de Euros según datos del Ministerio de Hacienda y Ad. Públicas. |

## Administración y política
| Periodo   | Nombre                    | Partido | Partido                                  |
| --------- | ------------------------- | ------- | ---------------------------------------- |
| 1983-1991 | Francisco González Cabaña |         | Partido Socialista Obrero Español (PSOE) |
| 1991-2011 | Francisco González Cabaña |         | Partido Socialista Obrero Español (PSOE) |
| 2011-2019 | Amalia Romero             |         | Partido Socialista Obrero Español (PSOE) |
| 2019-act  | Antonio Cepero            |         | Partido Socialista Obrero Español (PSOE) |

## Cultura
Destacan el Festival Taurino de Benalup-Casas Viejas y el Centro de Interpretación “Cádiz Prehistórico”

### Patrimonio

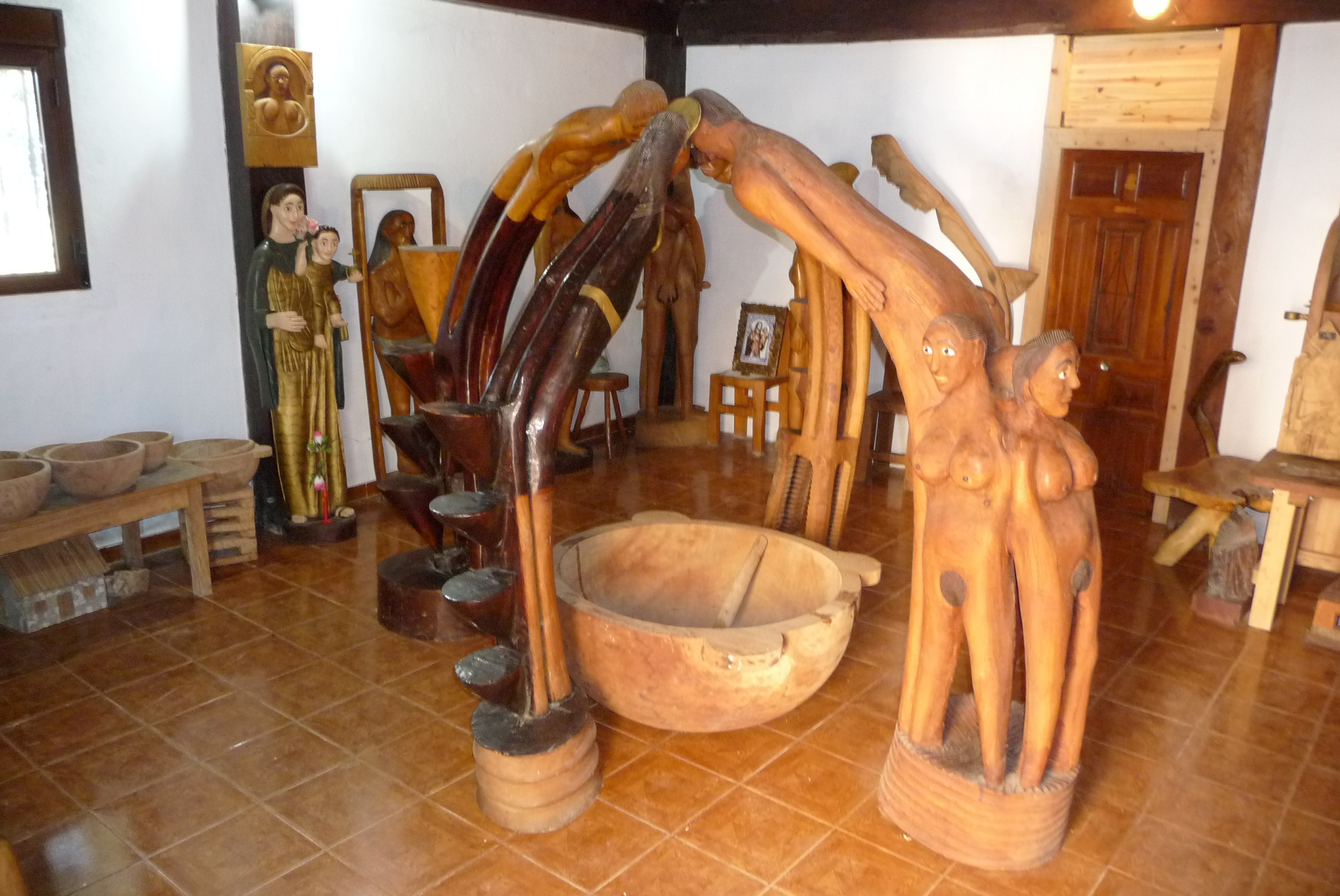
Museo de Las Cúpulas

- Iglesia parroquial de Nuestra Señora del Socorro.

La iglesia se construyó para sustituir la antigua ermita que había en el solar donde se encuentra hoy en día, construida hacia el año 1555. En 1915, se derriba la antigua ermita y con la venta de los materiales y las aportaciones de los vecinos se empieza a construir el templo que se encuentra hoy en día en la plaza que lleva su mismo nombre. El 20 de febrero de 1930 finaliza su construcción y el 28 de septiembre de 1944 aparece el decreto de erección de la parroquia de Nuestra Señora del Socorro. Al derribarse la antigua ermita, se obtuvo dinero con la venta de sus antiguos materiales, en concreto 207 pesetas con 75 céntimos. Aunque hubo gran participación por parte del pueblo, sin la ayuda monetaria de familias como los condes de Bustillo o Josefa Pardo de Figueroa, la iglesia no se hubiese erigido. Es una iglesia de estilo ecléctico tardío, con aire medieval, románico y mudéjar, arcos peraltados y ladrillos. El interior presenta una sola nave con cubierta a dos aguas y llamativas vidrieras en los muros laterales. La cabecera, semicircular, queda unida a la nave mediante un gran arco de ingreso. La iglesia contaba en su construcción inicial con un campanario situado en la parte superior del templo. Dicho campanario quedó destruido a causa del viento. Hoy en día, podemos ver las campanas en su lugar original, pero en esta ocasión colgadas de una estructura metálica. En su interior destacan, además de sus vidrieras: las imágenes de San Elías (patrón de la localidad); Jesús del Perdón (Crucificado del presbiterio); Ntra. Sra. del Socorro (patrona); Santa Ana y la Virgen; las imágenes del Nazareno, Ntra. Sra. de los Dolores y San Juan Bautista; San Antonio, la Virgen del Rosario, Cristo de Medinaceli, y Corazón de Jesús.
- Museo de Las Cúpulas.
- Cerca de la población, Torre de Ben-a-lud. Construcción árabe que data aproximadamente del siglo IX.
- En los alrededores (8 km hacia el este), Cuevas del Tajo de las Figuras, con un conjunto de pinturas parietales que datan del finales del Neolítico.
- Lugar de los sucesos de Casas Viejas, es un bien de interés cultural de la tipología sitio histórico
- Parque Temático y Botánico de los Alcornocales "Tajo de la Cisma"

### Gastronomía
- Carne de caza: jabalí, perdiz, faisán, etc
- Cocido de tagarninas con pringá
- Espárragos en sopas y refritos.
- Potaje de castañas (postre)[8]

Desde hace varios años se realizan unas jornadas gastronómicas sobre setas

### Medios de comunicación
Actualmente el pueblo cuenta con una emisora municipal, Benalup FM Radio, que emite a través del 107.7 de la FM, punto del dial donde en su tiempo llegó a emitir Radio Benalup.
La nueva emisora municipal emite boletines informativos, cumpliendo así con su función de servicio informativo.
Estos se pueden escuchar de lunes a viernes a las 11:30 h, 13:30 h, 15:30 h, 17:30 h y 21:30 h.

## Ciudades hermanadas
- Torrente. Benalup-Casas Viejas está hermanada con la ciudad valenciana de Torrente. Su hermanamiento se debe a la gran cantidad de habitantes andaluces que emigraron a Valencia y en concreto a esta ciudad. Dado el número de benalupenses empadronados el ayuntamiento torrentino decidió hermanarse con el municipio de la provincia de Cádiz.